# La Pomarède
La Pomarède ist eine französische Gemeinde mit 184 Einwohnern (Stand: 1. Januar 2022) im Département Aude in der Region Okzitanien (vor 2016 Languedoc-Roussillon). Sie gehört zum Arrondissement Carcassonne und zum Kanton Le Bassin Chaurien. Die Einwohner werden Pomarédois genannt.

## Nachbargemeinden
La Pomarède liegt etwa 43 Kilometer westnordwestlich von Carcassonne. Umgeben wird La Pomarède von den Nachbargemeinden Saint-Félix-Lauragais im Westen und Norden, Revel im Nordosten, Vaudreuille im Nordosten und Osten, Labécède-Lauragais im Osten und Südosten, Tréville im Süden sowie Puginier im Süden und Südwesten.

## Bevölkerungsentwicklung
| Jahr                       | 1962 | 1968 | 1975 | 1982 | 1990 | 1999 | 2006 | 2019 |
| Einwohner                  | 181  | 175  | 174  | 165  | 163  | 158  | 169  | 166  |
| Quellen: Cassini und INSEE |      |      |      |      |      |      |      |      |

## Sehenswürdigkeiten
- Burg Pomarède, seit 1995 Monument historique

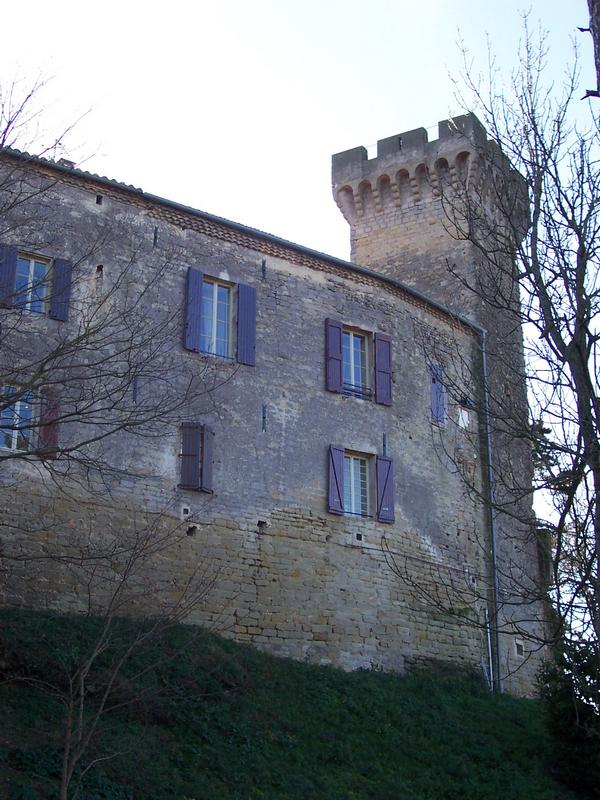
Burg Pomarède